# Olympische Sommerspiele 2012/Teilnehmer (Türkei)
| Gelbes Symbol für Goldmedaillen mit stilisierten Olympischen Ringen | Graues Symbol für Silbermedaillen mit stilisierten Olympischen Ringen | Braundes Symbol für Bronzemedaillen mit stilisierten Olympischen Ringen |
| ------------------------------------------------------------------- | --------------------------------------------------------------------- | ----------------------------------------------------------------------- |
| 1                                                                   | 1                                                                     | 1                                                                       |

Die Türkei nahm in London an den Olympischen Spielen 2012 teil. Es war die insgesamt 16. Teilnahme an Olympischen Sommerspielen. Das Türkiye Milli Olimpiyat Komitesi nominierte 112 Athleten in 16 Sportarten.
Kurz vor Beginn der Spiele wurden die Gewichtheber Fatih Baydar und İbrahim Arat wegen Dopingverdachts aus der Mannschaft ausgeschlossen.

## Teilnehmer nach Sportarten

### Badminton
| Athleten       | Wettbewerb | Gruppenphase           | Gruppenphase                         | Gruppenphase | Gruppenphase | Achtelfinale  | Achtelfinale  | Viertelfinale | Viertelfinale | Halbfinale    | Halbfinale    | Finale        | Finale        | Rang |
| Athleten       | Wettbewerb | Gegner                 | Ergebnis                             | Punkte       | Rang         | Gegner        | Ergebnis      | Gegner        | Ergebnis      | Gegner        | Ergebnis      | Gegner        | Ergebnis      | Rang |
| -------------- | ---------- | ---------------------- | ------------------------------------ | ------------ | ------------ | ------------- | ------------- | ------------- | ------------- | ------------- | ------------- | ------------- | ------------- | ---- |
| Frauen         |            |                        |                                      |              |              |               |               |               |               |               |               |               |               |      |
| Neslihan Yiğit | Einzel     | S. Prutsch Cheng S. C. | 2:0 (21:18, 21:10) 0:2 (10:21, 6:21) | 2:2 (58:70)  | 2            | ausgeschieden | ausgeschieden | ausgeschieden | ausgeschieden | ausgeschieden | ausgeschieden | ausgeschieden | ausgeschieden | 17   |

### Basketball
| Wettbewerb    | Frauen |
| ------------- | --- |
| Athleten      | Bahar Çağlar Birsel Vardarlı Esmeral Tunçluer Işıl Alben Kuanitra Holingsvorth Nevriye Yılmaz Nilay Kartaltepe Şaziye İvegin Tuğba Palazoğlu Tuğçe Canıtez Yasemin Begüm Dalgalar Yasemin Horasan |
| Trainer       | Ceyhun Yıldızoğlu |
| Gruppenphase  | Angola (72:50) Tschechien (61:57) USA (58:89) Volksrepublik China (82:55) Kroatien (70:65) |
| Viertelfinale | Russland (63:66) |
| Halbfinale    | ausgeschieden |
| Finale        | ausgeschieden |
| Platzierung   | – |

### Bogenschießen
| Athleten        | Wettbewerb | Qualifikation | Qualifikation | 1. Runde      | 1. Runde | 2. Runde      | 2. Runde      | Achtelfinale  | Achtelfinale  | Viertelfinale | Viertelfinale | Halbfinale    | Halbfinale    | Finale        | Finale        | Rang |
| Athleten        | Wettbewerb | Ringe         | Rang          | Gegner        | Ergebnis | Gegner        | Ergebnis      | Gegner        | Ergebnis      | Gegner        | Ergebnis      | Gegner        | Ergebnis      | Gegner        | Ergebnis      | Rang |
| --------------- | ---------- | ------------- | ------------- | ------------- | -------- | ------------- | ------------- | ------------- | ------------- | ------------- | ------------- | ------------- | ------------- | ------------- | ------------- | ---- |
| Frauen          |            |               |               |               |          |               |               |               |               |               |               |               |               |               |               |      |
| Begül Löklüoğlu | Einzel     | 648           | 26            | Le Chien-Ying | 0:6      | ausgeschieden | ausgeschieden | ausgeschieden | ausgeschieden | ausgeschieden | ausgeschieden | ausgeschieden | ausgeschieden | ausgeschieden | ausgeschieden | 33   |

### Boxen
| Athleten        | Wettbewerb                   | 1. Runde          | 1. Runde               | Achtelfinale        | Achtelfinale           | Viertelfinale    | Viertelfinale          | Halbfinale    | Halbfinale    | Finale        | Finale        | Rang |
| Athleten        | Wettbewerb                   | Gegner            | Ergebnis               | Gegner              | Ergebnis               | Gegner           | Ergebnis               | Gegner        | Ergebnis      | Gegner        | Ergebnis      | Rang |
| --------------- | ---------------------------- | ----------------- | ---------------------- | ------------------- | ---------------------- | ---------------- | ---------------------- | ------------- | ------------- | ------------- | ------------- | ---- |
| Männer          |                              |                   |                        |                     |                        |                  |                        |               |               |               |               |      |
| Ferhat Pehlivan | Halbfliegengewicht bis 49 kg | Carlos Suárez     | 16:6 (5:2, 5:2, 6:2)   | Ramy El-Awadi       | 20:6 (8:3, 5:2, 7:1)   | David Ayrapetyan | 11:19 (3:6, 4:5, 4:8)  | ausgeschieden | ausgeschieden | ausgeschieden | ausgeschieden | 5    |
| Selçuk Eker     | Fliegengewicht bis 52 kg     | Chatchai Butdee   | 10:24 (2:11, 7:8, 1:5) | ausgeschieden       | ausgeschieden          | ausgeschieden    | ausgeschieden          | ausgeschieden | ausgeschieden | ausgeschieden | ausgeschieden | –    |
| Fatih Keleş     | Leichtgewicht bis 60 kg      | Abdelkader Chadi  | 15:8 (5:4, 6:1, 4:3)   | Evaldas Petrauskas  | 12:16 (3:6, 3:4, 6:6)  | ausgeschieden    | ausgeschieden          | ausgeschieden | ausgeschieden | ausgeschieden | ausgeschieden | 9    |
| Yakup Şener     | Halbweltergewicht bis 64 kg  | Serge Ambomo      | 19:10 (5:2, 6:3, 8:5)  | Oʻ. Raxmonov        | 8:16 (5:5, 1:7, 2:4)   | ausgeschieden    | ausgeschieden          | ausgeschieden | ausgeschieden | ausgeschieden | ausgeschieden | 9    |
| Adem Kılıççı    | Mittelgewicht bis 75 kg      | Nursähet Pazzyýew | 14:7 (4:2, 6:3, 4:2)   | Aleksandar Drenovak | 20:11 (5:2, 11:5, 4:4) | Ryōta Murata     | 13:17 (4:3, 4:4, 5:10) | ausgeschieden | ausgeschieden | ausgeschieden | ausgeschieden | 5    |
| Bahram Muzaffer | Halbschwergewicht bis 81 kg  | Freilos           | Freilos                | Ehsan Rouzbahani    | 12:18 (4:5, 5:4, 3:9)  | ausgeschieden    | ausgeschieden          | ausgeschieden | ausgeschieden | ausgeschieden | ausgeschieden | 9    |

### Gewichtheben
| Athleten        | Wettbewerb       | Reißen  | Reißen | Stoßen     | Stoßen     | Zweikampf  | Zweikampf  | Rang       |
| Athleten        | Wettbewerb       | Gewicht | Rang   | Gewicht    | Rang       | Gewicht    | Rang       | Rang       |
| --------------- | ---------------- | ------- | ------ | ---------- | ---------- | ---------- | ---------- | ---------- |
| Frauen          |                  |         |        |            |            |            |            |            |
| Nurdan Karagöz  | Klasse bis 48 kg | 83 kg   | 3      | 104 kg     | 5          | 187 kg     | 5          | 5          |
| Aylin Daşdelen  | Klasse bis 53 kg | 91 kg   | 4      | aufgegeben | aufgegeben | aufgegeben | aufgegeben | aufgegeben |
| Bediha Tunadağı | Klasse bis 58 kg | 87 kg   | 16     | 107 kg     | 15         | 194 kg     | 15         | 15         |
| Sibel Şimşek    | Klasse bis 63 kg | 105 kg  | 3      | 130 kg     | 4          | 235 kg     | 4          | 4          |
| Männer          |                  |         |        |            |            |            |            |            |
| Hurşit Atak     | Klasse bis 62 kg | 130 kg  | 9      | 172 kg     | 5          | 302 kg     | 5          | 5          |
| Erol Bilgin     | Klasse bis 62 kg | 135 kg  | 6      | 165 kg     | 7          | 300 kg     | 8          | 8          |
| Mete Binay      | Klasse bis 69 kg | 150 kg  | 3      | 175 kg     | 9          | 325 kg     | 6          | 6          |
| Bünyamin Sezer  | Klasse bis 69 kg | 130 kg  | 16     | 145 kg     | 18         | 275 kg     | 18         | 18         |

Mete Binay wurde aufgrund von Nachtests 2020 positiv auf Stanozolol getestet und am 9. Juli 2020 aus den Ergebnislisten gestrichen.

### Judo
| Athleten        | Wettbewerb        | 1. Runde            | 1. Runde  | Achtelfinale     | Achtelfinale  | Viertelfinale | Viertelfinale | Hoffnungsrunde Halbfinale | Hoffnungsrunde Halbfinale | Halbfinale    | Halbfinale    | Hoffnungsrunde Finale | Hoffnungsrunde Finale | Finale        | Finale        | Rang |
| Athleten        | Wettbewerb        | Gegner              | Ergebnis  | Gegner           | Ergebnis      | Gegner        | Ergebnis      | Gegner                    | Ergebnis                  | Gegner        | Ergebnis      | Gegner                | Ergebnis              | Gegner        | Ergebnis      | Rang |
| --------------- | ----------------- | ------------------- | --------- | ---------------- | ------------- | ------------- | ------------- | ------------------------- | ------------------------- | ------------- | ------------- | --------------------- | --------------------- | ------------- | ------------- | ---- |
| Frauen          |                   |                     |           |                  |               |               |               |                           |                           |               |               |                       |                       |               |               |      |
| Gülşah Kocatürk | Klasse über 78 kg | Freilos             | Freilos   | Iryna Kindzerska | 0000-0010     | ausgeschieden | ausgeschieden | ausgeschieden             | ausgeschieden             | ausgeschieden | ausgeschieden | ausgeschieden         | ausgeschieden         | ausgeschieden | ausgeschieden | 9    |
| Männer          |                   |                     |           |                  |               |               |               |                           |                           |               |               |                       |                       |               |               |      |
| Sezer Huysuz    | Klasse bis 73 kg  | Sosso Palelaschwili | 0000-0101 | ausgeschieden    | ausgeschieden | ausgeschieden | ausgeschieden | ausgeschieden             | ausgeschieden             | ausgeschieden | ausgeschieden | ausgeschieden         | ausgeschieden         | ausgeschieden | ausgeschieden | 17   |

### Leichtathletik
Laufen und Gehen
| Athleten                                                              | Wettbewerb        | Vorlauf         | Vorlauf         | Halbfinale    | Halbfinale    | Finale        | Finale        | Rang            |
| Athleten                                                              | Wettbewerb        | Zeit            | Rang            | Zeit          | Rang          | Zeit          | Rang          | Rang            |
| --------------------------------------------------------------------- | ----------------- | --------------- | --------------- | ------------- | ------------- | ------------- | ------------- | --------------- |
| Frauen                                                                |                   |                 |                 |               |               |               |               |                 |
| Nimet Karakuş                                                         | 100 m             | 11,62 s         | 6               | ausgeschieden | ausgeschieden | ausgeschieden | ausgeschieden | 45              |
| Pınar Saka                                                            | 400 m             | 52,38 s         | 4               | ausgeschieden | ausgeschieden | ausgeschieden | ausgeschieden | 25              |
| Merve Aydın                                                           | 800 m             | 3:24,35 min     | 7               | ausgeschieden | ausgeschieden | ausgeschieden | ausgeschieden | 40              |
| Aslı Çakır Alptekin                                                   | 1500 m            | 4:13,64 min     | 3               | 4:05,11 min   | 1             | 4:10,23 min   | 1             | Disqualifiziert |
| Tuğba Karakaya                                                        | 1500 m            | 4:29,21 min     | 15              | ausgeschieden | ausgeschieden | ausgeschieden | ausgeschieden | 43              |
| Gamze Bulut                                                           | 1500 m            | 4:06,69 min     | 1               | 4:01,18 min   | 2             | 4:10,40 min   | 2             | Disqualifiziert |
| Dudu Karakaya                                                         | 5000 m            | 15:28,32 min    | 14              | —             | —             | ausgeschieden | ausgeschieden | 29              |
| Bahar Doğan                                                           | Marathon          | —               | —               | —             | —             | 2:36:35 h     | 63            | 63              |
| Sultan Haydar                                                         | Marathon          | —               | —               | —             | —             | 2:38:26 h     | 72            | 72              |
| Ümmü Kiraz                                                            | Marathon          | —               | —               | —             | —             | 2:43:07 h     | 89            | 89              |
| Nevin Yanıt                                                           | 100 m Hürden      | 12,70 s         | 1               | 12,58 s       | 2             | 12,58 s       | 5             | 5               |
| Nagihan Karadere                                                      | 400 m Hürden      | disqualifiziert | disqualifiziert | ausgeschieden | ausgeschieden | ausgeschieden | ausgeschieden | —               |
| Binnaz Uslu                                                           | 3000 m Hindernis  | 10:31,00 min    | 15              | ausgeschieden | ausgeschieden | ausgeschieden | ausgeschieden | 44              |
| Özlem Kaya                                                            | 3000 m Hindernis  | 10:03,52 min    | 13              | ausgeschieden | ausgeschieden | ausgeschieden | ausgeschieden | 40              |
| Gülcan Mıngır                                                         | 3000 m Hindernis  | 9:47,35 min     | 10              | ausgeschieden | ausgeschieden | ausgeschieden | ausgeschieden | 28              |
| Pınar Saka Sema Apak Meliz Redif Birsen Engin Özge Akın Elif Yıldırım | 4 × 400-m-Staffel | 3:34,71 min     | 8               | —             | —             | ausgeschieden | ausgeschieden | 16              |
| Semiha Mutlu                                                          | 20 km Gehen       | —               | —               | —             | —             | 1:35:33 h     | 47            | 47              |
| Männer                                                                |                   |                 |                 |               |               |               |               |                 |
| İlham Tanui Özbilen                                                   | 1500 m            | 3:39,70 min     | 14              | 3:35,18 min   | 6             | 3:36,72 min   | 8             | 8               |
| Polat Kemboi Arıkan                                                   | 5000 m            | 13:27,21 min    | 13              | —             | —             | ausgeschieden | ausgeschieden | 19              |
| Polat Kemboi Arıkan                                                   | 10.000 m          | —               | —               | —             | —             | 27:38,81 min  | 9             | 9               |
| Bekir Karayel                                                         | Marathon          | —               | —               | —             | —             | 2:29:38 h     | 76            | 76              |
| Tarık Langat Akdağ                                                    | 3000 m Hindernis  | 8:17,85 min     | 3               | —             | —             | 8:27,64 min   | 9             | 9               |

Springen und Werfen
| Athleten            | Wettbewerb   | Qualifikation | Qualifikation | Finale           | Finale           | Rang |
| Athleten            | Wettbewerb   | Weite/Höhe    | Rang          | Weite/Höhe       | Rang             | Rang |
| ------------------- | ------------ | ------------- | ------------- | ---------------- | ---------------- | ---- |
| Frauen              |              |               |               |                  |                  |      |
| Karin Mey Melis     | Weitsprung   | 6,80 m        | 3             | nicht angetreten | nicht angetreten | —    |
| Burcu Ayhan         | Hochsprung   | 1,93 m        | 9             | 1,89 m           | 12               | 12   |
| Tuğçe Şahutoğlu     | Hammerwerfen | 67,58 m       | 24            | ausgeschieden    | ausgeschieden    | 24   |
| Kıvılcım Kaya       | Hammerwerfen | 69,50 m       | 15            | ausgeschieden    | ausgeschieden    | 15   |
| Männer              |              |               |               |                  |                  |      |
| Ercüment Olgundeniz | Diskuswerfen | 60,87 m       | 23            | ausgeschieden    | ausgeschieden    | 23   |
| Eşref Apak          | Hammerwerfen | 73,47 m       | 17            | ausgeschieden    | ausgeschieden    | 17   |
| Fatih Avan          | Speerwerfen  | 78,87 m       | 20            | ausgeschieden    | ausgeschieden    | 20   |
| Hüseyin Atıcı       | Kugelstoßen  | 19,74 m       | 20            | ausgeschieden    | ausgeschieden    | 20   |

### Radsport

#### Straße
| Athleten       | Wettbewerb       | Zeit                     | Rang                     |
| -------------- | ---------------- | ------------------------ | ------------------------ |
| Männer         |                  |                          |                          |
| Ahmet Akdilek  | Straßenrennen    | außerhalb des Zeitlimits | außerhalb des Zeitlimits |
| Miraç Kal      | Straßenrennen    | aufgegeben               | aufgegeben               |
| Kemal Küçükbay | Straßenrennen    | aufgegeben               | aufgegeben               |
| Ahmet Akdilek  | Einzelzeitfahren | 59:11,19 min             | 37                       |

### Ringen
| Athleten                         | Wettbewerb        | 1. Runde                | 1. Runde | Achtelfinale             | Achtelfinale  | Viertelfinale     | Viertelfinale | Halbfinale    | Halbfinale    | Hoffnungsrunde Viertelfinale | Hoffnungsrunde Viertelfinale | Hoffnungsrunde Halbfinale | Hoffnungsrunde Halbfinale | Hoffnungsrunde Finale | Hoffnungsrunde Finale | Finale        | Finale        | Rang          |
| Athleten                         | Wettbewerb        | Gegner                  | Ergebnis | Gegner                   | Ergebnis      | Gegner            | Ergebnis      | Gegner        | Ergebnis      | Gegner                       | Ergebnis                     | Gegner                    | Ergebnis                  | Gegner                | Ergebnis              | Gegner        | Ergebnis      | Rang          |
| -------------------------------- | ----------------- | ----------------------- | -------- | ------------------------ | ------------- | ----------------- | ------------- | ------------- | ------------- | ---------------------------- | ---------------------------- | ------------------------- | ------------------------- | --------------------- | --------------------- | ------------- | ------------- | ------------- |
| Freistil Frauen                  |                   |                         |          |                          |               |                   |               |               |               |                              |                              |                           |                           |                       |                       |               |               |               |
| Elif Jale Yeşilırmak             | Klasse bis 63 kg  | Katerina Vidiaux Lopez  | 0 : 5 VT | ausgeschieden            | ausgeschieden | ausgeschieden     | ausgeschieden | ausgeschieden | ausgeschieden | ausgeschieden                | ausgeschieden                | ausgeschieden             | ausgeschieden             | ausgeschieden         | ausgeschieden         | ausgeschieden | ausgeschieden | ausgeschieden |
| griechisch-römischer Stil Männer |                   |                         |          |                          |               |                   |               |               |               |                              |                              |                           |                           |                       |                       |               |               |               |
| Ayhan Karakuş                    | Klasse bis 55 kg  | Freilos                 | Freilos  | Gustavo Balart           | 0 : 3         | ausgeschieden     | ausgeschieden | ausgeschieden | ausgeschieden | ausgeschieden                | ausgeschieden                | ausgeschieden             | ausgeschieden             | ausgeschieden         | ausgeschieden         | ausgeschieden | ausgeschieden | ausgeschieden |
| Rahman Bilici                    | Klasse bis 60 kg  | Freilos                 | Freilos  | Ryūtarō Matsumoto        | 0 : 3         | ausgeschieden     | ausgeschieden | ausgeschieden | ausgeschieden | ausgeschieden                | ausgeschieden                | ausgeschieden             | ausgeschieden             | ausgeschieden         | ausgeschieden         | ausgeschieden | ausgeschieden | ausgeschieden |
| Atakan Yüksel                    | Klasse bis 66 kg  | Freilos                 | Freilos  | Saeid Morad Abdvali      | 0 : 3 PO      | ausgeschieden     | ausgeschieden | ausgeschieden | ausgeschieden | ausgeschieden                | ausgeschieden                | ausgeschieden             | ausgeschieden             | ausgeschieden         | ausgeschieden         | ausgeschieden | ausgeschieden | ausgeschieden |
| Selçuk Çebi                      | Klasse bis 74 kg  | Freilos                 | Freilos  | Robert Rosengren         | 1 : 3         | ausgeschieden     | ausgeschieden | ausgeschieden | ausgeschieden | ausgeschieden                | ausgeschieden                | ausgeschieden             | ausgeschieden             | ausgeschieden         | ausgeschieden         | ausgeschieden | ausgeschieden | ausgeschieden |
| Nazmi Avluca                     | Klasse bis 84 kg  | Damian Janikowski       | 0 : 3    | ausgeschieden            | ausgeschieden | ausgeschieden     | ausgeschieden | ausgeschieden | ausgeschieden | ausgeschieden                | ausgeschieden                | ausgeschieden             | ausgeschieden             | ausgeschieden         | ausgeschieden         | ausgeschieden | ausgeschieden | ausgeschieden |
| Cenk İldem                       | Klasse bis 96 kg  | Freilos                 | Freilos  | Ghasem Gholamreza Rezaei | 1 : 3 PP      | ausgeschieden     | ausgeschieden | ausgeschieden | ausgeschieden | ausgeschieden                | ausgeschieden                | ausgeschieden             | ausgeschieden             | ausgeschieden         | ausgeschieden         | ausgeschieden | ausgeschieden | ausgeschieden |
| Rıza Kayaalp                     | Klasse bis 120 kg | Freilos                 | Freilos  | Evgeni Orlov             | 3 : 0         | Dremiel Byers     | 3 PO : 0      | Mijaín López  | 0:3 PO        | —                            | —                            | —                         | —                         | Guram Pherselidze     | 3 : 0                 | —             | —             | Bronze        |
| Freistil Männer                  |                   |                         |          |                          |               |                   |               |               |               |                              |                              |                           |                           |                       |                       |               |               |               |
| Ahmet Peker                      | Klasse bis 55 kg  | Freilos                 | Freilos  | David Tremblay           | 3 - 1 PP      | Daulet Nijasbekow | 1 PP - 3      | ausgeschieden | ausgeschieden | ausgeschieden                | ausgeschieden                | ausgeschieden             | ausgeschieden             | ausgeschieden         | ausgeschieden         | ausgeschieden | ausgeschieden | ausgeschieden |
| Ramazan Şahin                    | Klasse bis 66 kg  | Freilos                 | Freilos  | Sushil Kumar             | 1 PP - 3      | ausgeschieden     | ausgeschieden | ausgeschieden | ausgeschieden | ausgeschieden                | ausgeschieden                | ausgeschieden             | ausgeschieden             | ausgeschieden         | ausgeschieden         | ausgeschieden | ausgeschieden | ausgeschieden |
| İbrahim Bölükbaşı                | Klasse bis 84 kg  | Freilos                 | Freilos  | Sharif Sharifov          | 1 - 3 PP      | ausgeschieden     | ausgeschieden | ausgeschieden | ausgeschieden | ausgeschieden                | ausgeschieden                | ausgeschieden             | ausgeschieden             | ausgeschieden         | ausgeschieden         | ausgeschieden | ausgeschieden | ausgeschieden |
| Serhat Balcı                     | Klasse bis 96 kg  | Magomed Mussajew        | 1 - 3 PP | ausgeschieden            | ausgeschieden | ausgeschieden     | ausgeschieden | ausgeschieden | ausgeschieden | ausgeschieden                | ausgeschieden                | ausgeschieden             | ausgeschieden             | ausgeschieden         | ausgeschieden         | ausgeschieden | ausgeschieden | ausgeschieden |
| Taha Akgül                       | Klasse bis 120 kg | Oleksandr Khotsianivsky | 3 PO - 0 | Biljal Machow            | 0 - 3 PO      | ausgeschieden     | ausgeschieden | ausgeschieden | ausgeschieden | ausgeschieden                | ausgeschieden                | ausgeschieden             | ausgeschieden             | ausgeschieden         | ausgeschieden         | ausgeschieden | ausgeschieden | 7             |

### Schießen
| Athleten       | Wettbewerb         | Qualifikation | Qualifikation | Finale        | Finale        | Ringe | Rang |
| Athleten       | Wettbewerb         | Ringe         | Rang          | Ringe         | Rang          | Ringe | Rang |
| -------------- | ------------------ | ------------- | ------------- | ------------- | ------------- | ----- | ---- |
| Frauen         |                    |               |               |               |               |       |      |
| Nihan Kantarcı | Trap               | 66            | 13            | ausgeschieden | ausgeschieden | 66    | 13   |
| Çiğdem Özyaman | Skeet              | 63            | 13            | ausgeschieden | ausgeschieden | 63    | 13   |
| Männer         |                    |               |               |               |               |       |      |
| İsmail Keleş   | Luftpistole 10 m   | 575           | 24            | ausgeschieden | ausgeschieden | 575   | 24   |
| Yusuf Dikeç    | Luftpistole 10 m   | 575           | 27            | ausgeschieden | ausgeschieden | 575   | 27   |
| İsmail Keleş   | Freie Pistole 50 m | 559           | 12            | ausgeschieden | ausgeschieden | 559   | 12   |
| Yusuf Dikeç    | Freie Pistole 50 m | 559           | 13            | ausgeschieden | ausgeschieden | 559   | 13   |
| Oğuzhan Tüzün  | Trap               | 117           | 24            | ausgeschieden | ausgeschieden | 117   | 24   |

### Schwimmen
| Athleten             | Wettbewerb      | Vorlauf      | Vorlauf | Halbfinale    | Halbfinale    | Finale        | Finale        | Rang          |               |
| Athleten             | Wettbewerb      | Zeit         | Rang    | Zeit          | Rang          | Zeit          | Rang          | Rang          |               |
| -------------------- | --------------- | ------------ | ------- | ------------- | ------------- | ------------- | ------------- | ------------- | ------------- |
| Frauen               |                 |              |         |               |               |               |               |               |               |
| Burcu Dolunay        | 50 m Freistil   | 25,72 s      | 34      | ausgeschieden | ausgeschieden | ausgeschieden | ausgeschieden | ausgeschieden |               |
| Burcu Dolunay        | 100 m Freistil  | 55,35 s      | 22      | ausgeschieden | ausgeschieden | ausgeschieden | ausgeschieden | ausgeschieden |               |
| Dilara Buse Günaydın | 100 m Brust     | 1:09,43 min  | 29      | ausgeschieden | ausgeschieden | ausgeschieden | ausgeschieden | ausgeschieden |               |
| Dilara Buse Günaydın | 200 m Brust     | 2:30,64 min  | 30      | ausgeschieden | ausgeschieden | ausgeschieden | ausgeschieden | ausgeschieden |               |
| Hazal Sarıkaya       | 100 m Rücken    | 1:04,80 min  | 40      | ausgeschieden | ausgeschieden | ausgeschieden | ausgeschieden | ausgeschieden |               |
| Männer               |                 |              |         |               |               |               |               |               |               |
| Kemal Arda Gürdal    | 100 m Freistil  | 49,72 s      | 24      | ausgeschieden | ausgeschieden | ausgeschieden | ausgeschieden | ausgeschieden |               |
| Ediz Yıldırımer      | 1500 m Freistil | 15:29,97 min | 26      | ausgeschieden | ausgeschieden | ausgeschieden | ausgeschieden | ausgeschieden |               |
| Derya Büyükuncu      | 200 m Rücken    | 2:01,68 min  | 32      | ausgeschieden | ausgeschieden | ausgeschieden | ausgeschieden | ausgeschieden | ausgeschieden |

### Segeln
Fleet Race
| Athleten               | Wettbewerb   | Qualifikation | Qualifikation | Medal Race    | Medal Race    | Punkte | Rang |
| Athleten               | Wettbewerb   | Punkte        | Rang          | Punkte        | Rang          | Punkte | Rang |
| ---------------------- | ------------ | ------------- | ------------- | ------------- | ------------- | ------ | ---- |
| Frauen                 |              |               |               |               |               |        |      |
| Nazlı Çağla Dönertaş   | Laser Radial | 232           | 29            | ausgeschieden | ausgeschieden | 232    | 29   |
| Männer                 |              |               |               |               |               |        |      |
| Mustafa Çakır          | Laser        | 325           | 39            | ausgeschieden | ausgeschieden | 325    | 39   |
| Deniz Çınar Ateş Çınar | 470er        | 178           | 24            | ausgeschieden | ausgeschieden | 178    | 24   |
| Alican Kaynar          | Finn Dinghy  | 154           | 18            | ausgeschieden | ausgeschieden | 154    | 18   |

### Taekwondo
| Athleten        | Wettbewerb        | Achtelfinale          | Achtelfinale | Viertelfinale     | Viertelfinale | Halbfinale     | Halbfinale | Hoffnungsrunde Halbfinale | Hoffnungsrunde Halbfinale | Hoffnungsrunde Finale | Hoffnungsrunde Finale | Finale                   | Finale        | Rang   |
| Athleten        | Wettbewerb        | Gegner                | Ergebnis     | Gegner            | Ergebnis      | Gegner         | Ergebnis   | Gegner                    | Ergebnis                  | Gegner                | Ergebnis              | Gegner                   | Ergebnis      | Rang   |
| --------------- | ----------------- | --------------------- | ------------ | ----------------- | ------------- | -------------- | ---------- | ------------------------- | ------------------------- | --------------------- | --------------------- | ------------------------ | ------------- | ------ |
| Frauen          |                   |                       |              |                   |               |                |            |                           |                           |                       |                       |                          |               |        |
| Nur Tatar       | Klasse bis 67 kg  | Andrea St. Bernard    | 5:1          | Paige McPherson   | 6:1           | Carmen Marton  | 6:0        | –                         | –                         | –                     | –                     | Hwang Kyung-seon         | 5:12          | Silber |
| Männer          |                   |                       |              |                   |               |                |            |                           |                           |                       |                       |                          |               |        |
| Servet Tazegül  | Klasse bis 68 kg  | Terrence Jennings     | 8:6          | Hryhorij Hussarow | 9:2           | Martin Stamper | 9:6        | –                         | –                         | –                     | –                     | Mohammad Bagheri Motamed | 6:5           | Gold   |
| Bahri Tanrıkulu | Klasse über 80 kg | Alexandros Nikolaidis | 7:3          | Cha Dong-min      | 4:1           | Anthony Obame  | 2:3        | –                         | –                         | Liu Xiaobo            | 2:3                   | ausgeschieden            | ausgeschieden | 5      |

### Tischtennis
| Athleten  | Wettbewerb | 1. Runde | 1. Runde | 2. Runde      | 2. Runde      | 3. Runde      | 3. Runde      | 4. Runde      | 4. Runde      | Viertelfinale | Viertelfinale | Halbfinale    | Halbfinale    | Finale        | Finale        |
| Athleten  | Wettbewerb | Gegner   | Ergebnis | Gegner        | Ergebnis      | Gegner        | Ergebnis      | Gegner        | Ergebnis      | Gegner        | Ergebnis      | Gegner        | Ergebnis      | Gegner        | Ergebnis      |
| --------- | ---------- | -------- | -------- | ------------- | ------------- | ------------- | ------------- | ------------- | ------------- | ------------- | ------------- | ------------- | ------------- | ------------- | ------------- |
| Frauen    |            |          |          |               |               |               |               |               |               |               |               |               |               |               |               |
| Melek Hu  | Einzel     | Zhang Mo | 3 : 4    | ausgeschieden | ausgeschieden | ausgeschieden | ausgeschieden | ausgeschieden | ausgeschieden | ausgeschieden | ausgeschieden | ausgeschieden | ausgeschieden | ausgeschieden | ausgeschieden |
| Männer    |            |          |          |               |               |               |               |               |               |               |               |               |               |               |               |
| Bora Vang | Einzel     | —        | —        | Quadri Aruna  | 4 : 2         | Zhang Jike    | 0 : 4         | ausgeschieden | ausgeschieden | ausgeschieden | ausgeschieden | ausgeschieden | ausgeschieden | ausgeschieden | ausgeschieden |

### Turnen
| Athleten    | Wettbewerb    | Qualifikation | Qualifikation | Finale        | Finale        | Rang          |
| Athleten    | Wettbewerb    | Punkte        | Rang          | Punkte        | Rang          | Rang          |
| ----------- | ------------- | ------------- | ------------- | ------------- | ------------- | ------------- |
| Frauen      |               |               |               |               |               |               |
| Göksu Üçtaş | Schwebebalken | 11.333        | 77            | ausgeschieden | ausgeschieden | ausgeschieden |

### Volleyball

#### Hallenvolleyball
| Wettbewerb    | Frauen |
| ------------- | --- |
| Athleten      | Esra Gümüş Gülden Kayalar Kuzubaşıoğlu Gizem Güreşen Ergül Avcı Polen Uslupehlivan Bahar Toksoy Özge Kırdar Çemberci Gözde Sonsırma Naz Aydemir Neriman Özsoy Eda Erdem Dündar Neslihan Darnel                          |
| Trainer       | Marco Aurélio Motta |
| Gruppenphase  | Brasilien 2:3 (18:25, 25:23, 19:25, 27:25, 12:15) Volksrepublik China 1:3 (20:25, 20:25, 31:29, 22:25) Serbien 3:0 (25:20, 25:12, 25:21) Südkorea 3:2 (25:16, 21:25, 25:18, 19:25, 15:12) USA 0:3 (25:27, 22:25, 16:25) |
| Viertelfinale | ausgeschieden |
| Halbfinale    | ausgeschieden |
| Finale        | ausgeschieden |